# Acmaeoderoides cazieri
Acmaeoderoides cazieri är en skalbaggsart som beskrevs av Nelson 1968. Acmaeoderoides cazieri ingår i släktet Acmaeoderoides och familjen praktbaggar. Inga underarter finns listade i Catalogue of Life.